# Kernel oops

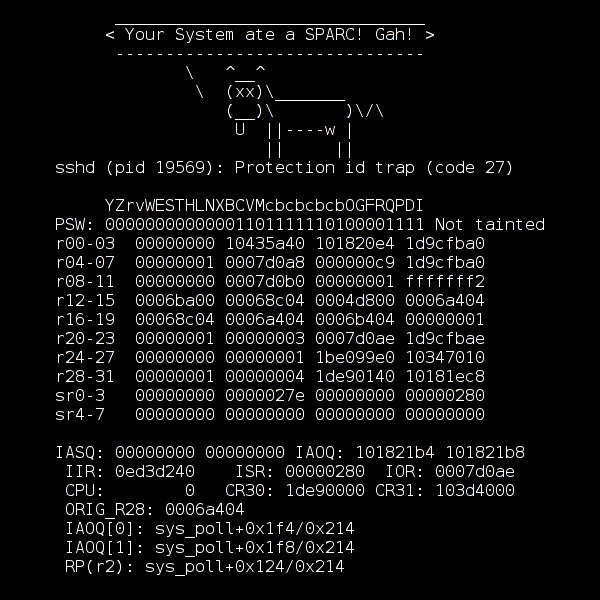
Linux kernel oops en PA-RISC con una vaca ASCII muerta

En computación, un oops es un comportamiento anómalo del núcleo Linux, que produce un cierto registro de errores. La condición de pánico del kernel más conocida es el resultado de muchos tipos de oops, pero otras instancias de un evento oops pueden permitir una operación continua con una fiabilidad comprometida. El término no significa nada, aparte de eso, es un simple error. 
Cuando el kernel detecta un problema, elimina cualquier proceso ofensivo e imprime un mensaje oops, que los desarrolladores del núcleo Linux pueden usar para depurar la condición que creó el oops y corregir el error de programación subyacente. Después de que un sistema haya experimentado un error, es posible que algunos recursos internos ya no estén operativos. Por lo tanto, incluso si el sistema parece funcionar correctamente, los efectos secundarios no deseados pueden haber resultado de la eliminación de la tarea activa. Un kernel oops a menudo conduce a un pánico en el kernel cuando el sistema intenta usar los recursos que se han perdido. 
La documentación oficial del núcleo Linux con respecto a los mensajes de Oops reside en el archivo Documentation/admin-guide/bug-hunting.rst de las fuentes del núcleo. Algunas configuraciones de registradores pueden afectar la capacidad de recopilar mensajes oops. El software de kerneloops puede recopilar y enviar oops del kernel a un repositorio como el sitio web www.kerneloops.org, lo que proporciona estadísticas y acceso público a reportes de oops.
Para una persona que no está familiarizada con los detalles técnicos de las computadoras y los sistemas operativos, un mensaje oops puede parecer confuso. A diferencia de otros sistemas operativos, como Windows o macOS, Linux elige presentar detalles que expliquen la falla del kernel en lugar de mostrar un mensaje simplificado y fácil de usar. Se ha propuesto una pantalla de bloqueo simplificada varias veces, sin embargo, actualmente ninguna implementación está en desarrollo.

## Lectura adicional
- Controladores de dispositivos Linux, 3ª edición, Capítulo 4.
- John Bradford (8 de marzo de 2003), «Re: what's an OOPS», archivado del original el 10 de marzo de 2007, https://web.archive.org/web/20070310214850/http://www.ussg.iu.edu/hypermail/linux/kernel/0303.1/0009.html, consultado el 23 de septiembre de 2019.
- Szakacsits Szabolcs (8 de marzo de 2003), «Re: what's an OOPS», archivado del original el 13 de marzo de 2007, https://web.archive.org/web/20070313235208/http://www.ussg.iu.edu/hypermail/linux/kernel/0303.1/0027.html, consultado el 23 de septiembre de 2019.
- Al Viro (14 de enero de 2008), «OOPS report analysis», archivado del original el 21 de abril de 2008, https://web.archive.org/web/20080421030623/http://article.gmane.org/gmane.linux.kernel/624292, consultado el 23 de septiembre de 2019.
- Kernel Oops Howto (el proyecto madwifi) Archivado el 3 de agosto de 2020 en Wayback Machine. Información útil sobre los archivos de configuración y las herramientas para ayudar a mostrar oops los mensajes. También muchos otros enlaces.